# طیف‌سنجی رامان ارتقا یافته سطحی

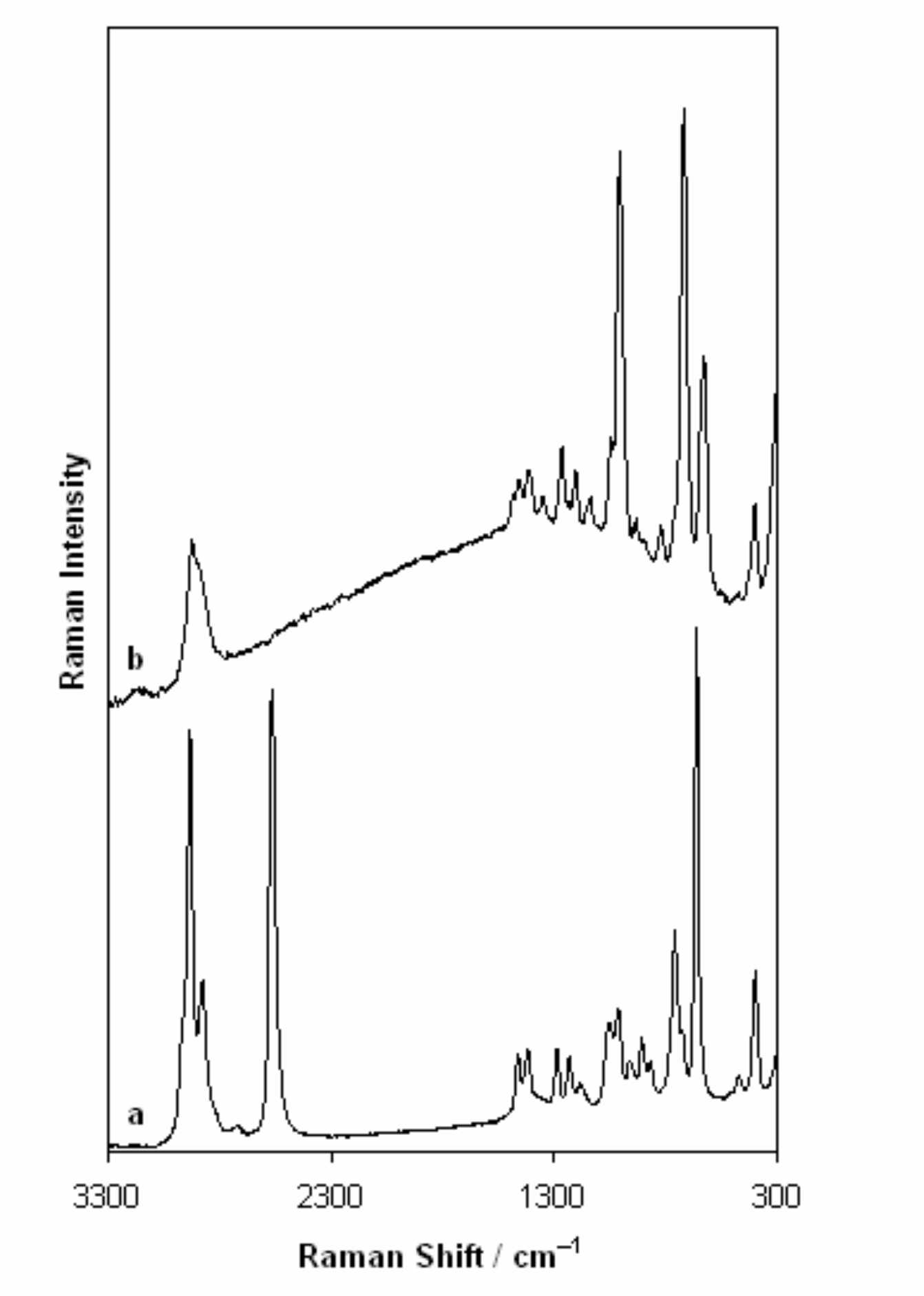
طیف رامان مایع2-mercaptoethanol (زیر) و طیف SERS مایع 2-mercaptoethanol یک لایه شده روی نقرهٔ زبر شده (بالا). بعضی خطوط فقط در حالت ارتقا سطحی (SERS)ظاهر می‌شوند

طیف‌سنجی رامان ارتقا یافته سطحی (SERS) یک روش حساس به سطح است که پراکندگی رامان را بوسیلهٔ مولکول‌های جذب سطحی شده روی سطوح یک فلز زبر ناهموار تقویت می‌کند. ضریب تقویت می‌تواند از ۱۰۱۰ تا ۱۱۱۰ باشد؛ یعنی این روش می‌تواند مولکول‌های منفرد را نیز آشکارسازی کند.

## تاریخچه
طیف SERS ناشی از پیریدین جذب شده روی سطح نقره، که به روش الکتروشیمیایی ناهموار شده بود توسط مارتین فلیشمن و همکارانش در ۱۹۷۴ بدست آمد. آن‌ها سیگنال‌های قوی بدست آمده را این‌طور توجیه کردند که این بخاطر تعداد مولکول‌هایی است که روی سطح قرار دارند و باعث پراکندگی می‌شوند. آن‌ها تشخیص ندادند که این در پدیده یک تقویت فوق‌العاده قوی صورت می‌گیرد. در ۱۹۷۷ دو گروه مستقل از هم عنوان کردند که دلیل این تقویت تعداد گونه‌های پراکنده‌کننده روی سطح فلز نیست و هرکدام از این دو گروه مکانیسمی را برای این تقویت پیشنهاد کردند. نظریهٔ آن‌ها هنوز برای توصیف اثر SERS قابل قبول است.
جین مایر و ون داین یک اثر الکترومغناطیسی را پیشنهاد کردند در حالیکه آلبرشت و کریتون یک اثر انتقال بار را پیشنهاد کردند. از طرفی رافوس ریچی وجود پلاسمون سطحی را پیش‌بینی کرد.

## طرز کار
طرز کار دقیق اثر تقویتی SERS هنوز محل بحث و گفتگوست. دو نظریهٔ اصلی وجود دارد که طرز کار اثر SERS را توضیح می‌دهد، که این دو روش تفاوت قابل ملاحظه‌ای با هم دارند. از لحاظ آزمایشگاهی تاکنون وجه تمایز دقیقی بین این دو روش ارائه نشده‌است. نظریه الکترومغناطیس برانگیختگی پلاسمون‌های سطحی جایگزیده را متصور می‌شود در حالیکه نظریهٔ شیمیایی مبتنی بر شکل‌گیری مجموعه‌های انتقال بار است. نظریهٔ شیمیایی تنها برای گونه‌هایی صادق است که با سطح پیوند شیمیایی تشکیل می‌دهند؛ بنابراین این نظریه در تمام موارد جوابگو نیست. اما نظریهٔ الکترومغناطیسی حتی برای مواردی که گونه‌ها جذب فیزیکی به سطح شده‌اند نیز بکار می‌رود.

### نظریهٔ الکترومغناطیسی
افزایش شدت در سیگنال رامان برای گونه‌هایی که روی سطوح خاصی جذب سطحی شده‌اند بخاطر تقویت در میدان الکتریکی رخ می‌دهد. این تقویت میدان توسط سطح صورت می‌گیرد. وقتی که نور فرودی در آزمایش به سطح برخورد می‌کند، پلاسمون‌های سطحی جاگزیده برانگیخته می‌شوند. تقویت میدان وقتی که فرکانس پلاسمون(ωp)در تشدید با فرکانس تابشی است بیشینه می‌شود. برای اینکه پراکندگی اتفاق بیفتد نوسانات پلاسمون باید عمود بر سطح باشد؛ اگر نوسانات در صفحهٔ سطح باشد، پراکندگی اتفاق نمی‌افتد. این به این خاطر است که در آزمایش‌های SERS معمولاً از سطوح ناهموار یا آرایه‌ای از نانوذرات استفاده می‌شود، زیرا این سطوح ناحیه‌ای را ایجاد می‌کنند که روی آن نوسانات گروهی جایگزیده می‌تواند صورت بگیرد.
نور فرودی بر سطح می‌تواند باعث ایجاد پدیده‌های گوناگونی در سطح شود. اگر سطح به گونه‌ای باشد که ویژگی‌هایش (ابعاد و صافی) کوچکتر از طول موج نور باشد، آنگاه فقط سهم تابش دوقطبی در نظر گرفته می‌شود. جملهٔ دوقطبی در ایجاد نوسانات پلاسمون سهم دارد، که باعث تقویت می‌شود. پیچیدگی اثر SERS از این جهت است که تقویت میدان دو بار صورت می‌گیرد. اول تقویت میدان باعث افزایش شدت نور فرودی-که مدهای رامان مولکول مورد مطالعه را برانگیخته خواهد کرد-می‌شود بنابراین سیگنال پراکندگی رامان افزایش پیدا خواهد کرد. اما سیگنال رامان نیز خود به تنهایی توسط فرایندی مشابه به همان فرایندی که میدان نور فرودی را تقویت کرد، تقویت می‌شود که باعث افزایش بیشتر سیگنال خروجی می‌شود. در هر مرحله میدان الکتریکی به صورت E۲ تقویت می‌شود؛ بنابراین در تقویت کل برابر E۴ خواهد بود.
تقویت برای تمام فرکانس‌ها یکسان نخواهد بود. برای فرکانس‌هایی که به ازای آن‌ها سیگنال رامان جابجایی اندکی نسبت به نور فرودی دارد، هم نور لیزر فرودی و هم سیگنال رامان می‌توانند در نزدیکی تشدید با فرکانس پلاسما باشند که منجر به تقویت E4 می‌شود. اما وقتی جابجایی زیاد است نور فرودی و سیگنال رامان هر دو نمی‌توانند با ωp نوسان کنند، بنابراین تقویت در هر دو مرحله نمی‌تواند بیشینه باشد.
اینکه سطح فلزی باید از چه ماده‌ای انتخاب شود توسط فرکانس تشدیدی پلاسمون تعیین می‌شود. تابش مریی و مادون قرمز نزدیک (NIR) برای برنگیخته کردن مدهای رامان بکار می‌روند. عموماً از طلا و نقره برای سطح فلزی مورد نظر در آزمایش SERS استفاده می‌شود چون قرار گرفتن فرکانس‌های تشدیدی پلاسمونی آن‌ها در این محدودهٔ طول موجی باعث تقویت بیشینه برای نور مریی و مادون قرمز نزدیک می‌شود. طیف جذبی مس نیز در محدوده‌ای قرار می‌گیرد که برای آزمایش‌های SERS قابل قبول است. نانوساختارهای پلاتنیوم و پالادیوم نیز تشدید پلاسمونی شان در فرکانس‌های مریی و مادون قرمز نزدیک قرار می‌گیرد.

### نظریه شیمیایی
علیرغم اینکه نظریه الکترومغناطیسی برای تقویت سیگنال رامان صرف نظر از اینکه مولکول مورد مطالع چیست می‌تواند مورد استفاده قرار بگیرد، این نظریه در خیلی از موارد میزان تقویت مشاهده شده را به‌طور کامل توضیح دهد. برای تعداد زیادی از مولکول‌ها (اغلب آن‌هایی که الکترون‌های جفت-تن‌ها دارند) که می‌توانند با سطح پیوند برقرار کنند، یک فرایند تقویت متفاوت ارائه شده‌است که از پلاسمون‌های سطحی برای توصیف استفاده نمی‌کند. این فرایند شیمیایی شامل انتقال بار بین گونه‌ای که جذب شیمیایی شده و سطح فلز می‌باشد. فرایند شیمیایی فقط در مورادی خاص بکار می‌رود و احتمالاً هماهنگ با فرایند الکترومغناطیسی اتفاق می‌افتد.

## سطوح
اثر SERS به سطحی که آزمایش روی آن صورت می‌پذیرد حساس است. آزمایش‌های اولیه در این زمینه روی نقره ای که به‌طور الکتروشیمیایی ناهموار شده بود انجام گرفت. در حال حاضر سطوح موردنظر اغلب توسط توزیع نانوذرات فلزی روی سطح تهیه می‌شوند مانند استفاده از لیتوگرافی.
شکل و اندازهٔ نانوذرات فلزی به‌طور مؤثر قدرت تقویت را تحت تأثیر قرار می‌دهد چون این دو پارامتر روی نسبت جذب و پراکندگی تأثیر می‌گذارند. برای هر آزمایش اندازه‌ای ایده‌آل برای نانوذرات و ضخامتی ایده‌آل برای سطح وجود دارد. ذراتی که خیلی بزرگ هستند باعث برانگیختگی چندقطبی می‌شوند که غیر تابشی است. چون فقط‌گذار دوقطبی منجر به پراکندگی رامان می‌شود، گذارهای مرتبه بالا باعث کاهش بازده تقویت می‌شوند. ذراتی که خیلی کوچک هستند رسانایی الکتریکی شان را از دست می‌دهند و نمی‌توانند میدان را تقویت کنند. وقتی اندازهٔ ذرات به حد چند اتم می‌رسد، تعریف پلاسمون دیگر برقرار نیست، چون باید گروه وسیعی از اتم‌ها با هم نوسان کنند تا تعریف برقرار باشد.

## قواعد انتخاب
عبارت بیناب‌نمایی ارتقا یافته سطحی رامان یعنی اطلاعات حاصل از این روش، مشابه با بیناب نمایی رامان معمولی است، اما با سیگنالی تقویت شده. علی‌رغم اینکه طیف‌های بدست آمده در اکثر آزمایش‌های SERS مشابه با طیف‌های غیر تقویت شدهٔ سطحی است، اغلب تفاوت‌هایی در تعداد مدها وجود دارد. آن دسته از مدهای اضافی که در طیف رامان معمولی وجود ندارد می‌توانند در طیف SERS وجود داشته باشند، هرچند مدهای دیگر می‌توانند ناپدید شوند. مدهای مشاهده شده در هر آزمایش بیناب نمایی توسط تقارن مولکول‌ها تعیین می‌شوند و معمولاً در قواعد انتخاب خلاصه می‌شوند. وقتی مولکول‌ها به یک سطح جذب سطحی می‌شوند، تقارن سیستم ممکن است تغییر کند که باعث تغییر در مد انتخابی می‌شود.
یک روش معمول که در آن قواعد انتخاب اصلاح می‌شوند از این واقعیت ناشی می‌شود که بسیاری از مولکول‌هایی که یک تقارن مرکزی دارند، با جذب سطحی روی یک سطح این ویژگی را از دست می‌دهند. از دست دادن تقارن مرکزی، ضرورت وجود قاعدهٔ انحصار متقابل-که می‌گوید مدها فقط می‌توانند رامان-فعال یا مادون قرمز- فعال باشند- را از بین می‌برد؛ بنابراین مدهایی که در حالت طبیعی فقط در طیف مادون قرمز مولکول آزاد ظاهر می‌شوند می‌توانند در طیف SERS ظاهر شوند.
تقارن یک مولکول، بسته به جهت اتصال مولکول به سطح، به روش‌های مختلفی می‌تواند تغییر کند. در برخی آزمایش‌ها تعیین جهت جذب سطحی از روی طیف SERS امکان‌پذیر می‌باشد، چون مدهای مختلف بسته به اینکه تقارن شان چگونه تغییر کرده‌است متفاوت رفتار می‌کنند.

## پیوندهای اضافی
- SERS on Ag Nanoparticles coated with Dipicolinic Acid